# Ogori
Ogōri (小郡市; -shi) é uma cidade japonesa localizada na prefeitura de Fukuoka.
Em 2003 a cidade tinha uma população estimada em 56 821 habitantes e uma densidade populacional de 1 248,81 h/km². Tem uma área total de 45,50 km².
Recebeu o estatuto de cidade a 1 de Abril de 1972.